# Steve Khan
Steve Khan (Los Angeles, 1947. április 28. –), amerikai dzsesszgitáros.

## Pályafutása
Édesapja szövegíró volt, ezért ismerte minden dal minden szövegverzióját.
Gyerekkorában zongorázni tanult, és dobolt a Chantays rockzenekarban. A zenekar gitárosa beválasztotta játszani Wes Montgomery két albumába. Tizenéves korában abbahagyta a dobolást és gitározni kezdett. Tagja lett a Friends of Distinction R&B zenekarnak.
Az UCLA-n diplomázott zeneszerzés és zeneelmélet szakon.
A hetvenes évek elején akusztikus gitárduóban lépett fel Larry Coryellel, és tagja volt a Brecker Brothers zenekarnak. Session zenészként működött Ashford & Simpson, Rupert Holmes, Billy Joel és Steely Dan albumain.
Szerepel Larry Coryell, Mike Stern, Biréli Lagrène, Bill Connors és Eliane Elias lemezfelvételein.

## Albumválogatás
- Tightrope (1977)
- Blue Man (1978)
- Arrows (1979)
- Evidence (1980)
- Eyewitness (1981)
- Modern Times (1982), & Anthony Jackson, Steve Jordan, Manolo Badrena
- Casa Loco (1984), & Anthony Jackson, Steve Jordan, Manolo Badrena
- Blades (1985)
- Public Access (1990)
- Headline (1992)
- Crossings (1994)
- The Collection (1994)
- You Are Here (1997)
- The Green Field (2005)
- Borrowed Time (2007)
- The Suitcase (2007), ESC Records, & Anthony Jackson, Dennis Chambers
- Parting Shot (2011), Tone Center Records, & Anthony Jackson, Dennis Chambers
- Public Access (2011), & Anthony Jackson, Dave Weckl, Manolo Badrena
- Let's Call This (2014), Universal Classic & Jazz, &  Ron Carter, Al Foster
- Subtext (2014), Shrapnel Records
- Backlog (2016) ESC Records, & Rubén Rodríguez, Bobby Allende, Marc Quiñones, Mark Walker sowie Rob Mounsey, Randy Brecker, Mike Mainieri, Bob Mintzer, Tatiana Parra
- Patchwork (2019)

## Díjak
- Grammy-díj jelölt: 1987
- Grammy-díj jelölt: 2007
- Listára vette a Jazz Life magazine: „22 All-Time Greatest Jazz Guitarists”, 1998-ban